# Toni Braxton (album)
A Toni Braxton című album Toni Braxton amerikai énekesnő első albuma. 1993-ban jelent meg. Az Egyesült Államokban nyolcmillió példányban kelt el. 1994. február 26-ától kezdve egy héten át vezette a Billboard 200 albumslágerlistát, majd március 5-étől ismét egy héig; először Mariah Carey Music Box, másodjára a Soundgarden Superunknown című albuma szorította le az első helyről. Braxton 1994-ben Grammy-díjat kapott a legjobb új előadó kategóriában.
Az album több kislemeze is sikert aratott, az USA-ban mind a Top 10-be került vagy a Billboard Hot 100-on, vagy az R&B-slágerlistán, bár listavezető egyedül a Seven Whole Days lett, az R&B-listán. Az Allmusic.com kritikája dicsérte az énekesnő visszafogottan elegáns előadásmódját, a RollingStone.com azonban eltúlzottnak tartotta, hogy a dalok többsége tönkrement szerelmi kapcsolatokról szól, és megjegyezte, hogy a sztárproducerek közreműködése sem mentette meg az albumot attól, hogy túl melodramatikus legyen.
Japánban az album Love Affair címen jelent meg.

## Számlista
| #                     | Cím                                   | Szerző                          | Hossz |
| --------------------- | ------------------------------------- | ------------------------------- | ----- |
| 1.                    | Another Sad Love Song                 | Babyface, Daryl Simmons         | 5:01  |
| 2.                    | Breathe Again                         | Babyface                        | 4:29  |
| 3.                    | Seven Whole Days                      | Babyface, Antonio Reid          | 6:22  |
| 4.                    | Love Affair                           | Tim Thomas, Ted Bishop          | 4:28  |
| 5.                    | Candlelight                           | Gaylor D., John Barnes          | 4:36  |
| 6.                    | Spending My Time with You             | Bo & McArthur                   | 4:08  |
| 7.                    | Love Shoulda Brought You Home         | Babyface, Simmons, Bo Watson    | 4:56  |
| 8.                    | I Belong to You                       | Vassal Benford, Ronald Spearman | 3:53  |
| 9.                    | How Many Ways                         | Vincent Herbert, Toni Braxton   | 4:45  |
| 10.                   | You Mean the World to Me              | Reid, Babyface, Simmons         | 4:53  |
| 11.                   | Best Friend                           | Braxton, Vance Taylor           | 4:28  |
| 12.                   | Breathe Again (Reprise)               | Babyface                        | 1:19  |
| Latin-amerikai kiadás |                                       |                                 |       |
| 13.                   | Breathe Again (Respirando nuevamente) | Babyface                        | 4:29  |
| Németországi kiadás   |                                       |                                 |       |
| 13.                   | Give U My Heart (Mad Ball Mix)        | Reid, Babyface, Simmons, Watson |       |

## Kislemezek
- Love Shoulda Brought You Home (1992)
- Another Sad Love Song (1993)
- Breathe Again (1993)
- Seven Whole Days (1993)
- You Mean the World to Me (1994)
- I Belong to You/How Many Ways (1994)

## Helyezések
| Slágerlista (1993)                   | Legfelső helyezés |
| ------------------------------------ | ----------------- |
| USA Billboard Top R&B/Hip-Hop Albums | 1                 |
| Slágerlista (1994)                   | Legfelső helyezés |
| USA Billboard 200                    | 1                 |
| Brit albumslágerlista                | 4                 |
| Holland albumslágerlista             | 11                |
| Német albumslágerlista               | 7                 |
| Norvég albumslágerlista              | 14                |
| Svéd albumslágerlista                | 24                |
| Új-zélandi albumslágerlista          | 2                 |